# 拉德諾 (印第安納州)
拉德諾（英語：Radnor）是位於美國印地安納州卡洛爾縣的一個非建制地區。該地的面積和人口皆未知。

## 地理
拉德諾的座標為40°30′34″N 86°38′06″W / 40.50944°N 86.63500°W，而該地的平均海拔高度為211米（即692英尺）。